# Неволин, Евгений Васильевич
Евгений Васильевич Неволин (род. 6 января 1940) — советский хоккеист, нападающий. Мастер спорта СССР (1962).
Воспитанник «Динамо» Пермь. Всю карьеру — 14 сезонов — провёл в пермском «Молоте» (1959/60 — 1972/73). В классе «А» выступал в сезонах 1959/60 — 1962/63.
В марте 1963 в составе свердловского «Спартака» принимал участие в товарищеском матче против «Слована» Братислава.